# Атеистички феминизам
Атеистички феминизам (енгл. Atheist feminism) је друштвени покрет настао спојем атеизма и феминизма који у религији види главни узрок угњетавања и родне неравноправности жена и сматра да већина религија има сексистички и опресиван однос према женама.

## Историја

### Ернестина Роуз
Ернестина Роуз, рођена у Пољској 13. јануара 1810. прва је историји позната феминисткиња, која је уједно била и атеисткиња. Њено отворено признање да не верује у јудаизам током адолесценције довели су је у сукоб са њеним оцем, који је био рабин. Како би је присилио да се врати јеврејској вери, отац ју је без њеног пристанка обећао за жену свом пријатељу Јевреју када је имала 16 година. Уместо да изнесе свој случај пред јеврејским судом (где је њен отац као локални рабин изрицао пресуду у оваквим случајевима), Роузова је заступала себе на секуларном суду и добила парницу. Године 1829, преселила се у Енглеску, где је 1835. основала британску атеистичку организацију „Удружење свих сталежа и нација“ (енгл. Association of All Classes of All Nations), која је „тражила људска права за свакога, без обзира на пол, сталеж, расу и националност.“ Држала је предавања у Енглеској и Америци (где се преселила у мају 1836), а Самјуел П. Путнам Трећи назвао ју је „једним од најбољих предавача свог времена“ кога „ниједан религиозни мушкарац није могао да надмаши у дебати.“
У зиму 1836. судија Томас Хартел, радикал и слободни мислилац, поднео је акт о својини удатих жена у савезној држави Њујорк, којим би се утврдило на који начин усавршити грађанска и имовинска права удатих жена и дозволити им да поседују некретнине које би биле укњижене на њихово име. Пошто је чула за ову резолуцију, Ернестина Роуз је покренула петицију и почела да трага за што више људи који би је подржали, а 1838. је послала комплетну листу имена законодавном телу државе Њујорк. Ово је била прва петиција коју је покренула једна жена у Њујорку. Ернестина је наставила да организује све већи број петиција, које је потписивало све више људи, све док „Акт о имовини удатих жена“ (енгл. Married Women's Property Act) није усвојен 1848. Атеисткиње Сузан Б. Ентони, Елизабет Кејди Стантон, Лукресија Мот и Франсес Рајт су се такође залагале за усвајање овог акта. Када су касније Сузан Б. Ентони и Елизабет Кејди Стантон анализирале утицаје који су довели до одржавања Конвенције у Сенека Фолсу (енгл. Seneca Falls Convention), прве конвенције о женским правима која је одржана 1848, навеле су три главна разлога, а прва два су биле радикалне идеје Франсес Рајт и Ернестине Роуз о религији и демократији, и полазне реформе закона о имовинским правима жена тридесетих и четрдесетих година 19. века.
Ернестина се касније придружила групи слободних мислилаца који су организовали „Друштво за моралне филантропе“ (енгл. Society for Moral Philanthropists), где је често држала предавања. Године 1837, учествовала је у дебати која је трајала 13 недеља, током које је говорила о аболиционизму, правима жена, једнаком праву на образовање и грађанским правима. Године 1845, присуствовала је првој националној конвенцији атеиста. Ернестина Роуз је такође увела „агитацију теме женског права гласа“ у Мичигену 1846. Током предавања у Вустеру (Масачусетс) 1851. супротставила се позивању на Библију када је у питању обезбеђивање женских права, тврдећи да су грађанска права и слободе жена заснована на „законима хуманости“ и да женама, с озбиром на то, не треба писани ауторитет Павла и Мојсија, јер „наши закони и наши захтеви претходе“ њиховим.
Септембра 1853. присуствовала је конвенцији о правима жена у Њујорку и говорила је на библијској конвенцији у Хартфорду 1854. У марту исте године, кренула је на говорничку турнеју у Вашингтон са Сузан Б. Ентони. Сузан Б. Ентони је уговорила све сусрете, док је Ернестина Роуз била задужена за говорење; након успеха ове турнеје Сузан Б. Ентони је кренула на своју прву самосталну говорничку турнеју.
Касније, у октобру 1854. Ернестина Роуз је изабрана за председницу „Националне конвенције за женска права“ (енгл. National Women's Rights Convention) у Филаделфији, упркос замеркама да није прикладно да буде на тој позицији због својих атеистичких ставова. Сузан Б. Ентони ју је подржала у овој борби, рекавши да припадност било којој религији - и припадност ниједној - треба да имају једнака права на том догађају. Године 1856, говорила је на седмој Националној конвенцији за женска права и том приликом је изјавила следеће: „Када вам министар тражи новац за мисионарске сврхе, реците му да постоје важније и племенитије мисије које треба остварити код куће. Када буде тражио за колеџе који ће образовати министре, реците му да мора да образује жене... како би могле да нађу неко корисно запослење.“
Поново је говорила у Олбанију на „Државној конвенцији за женска права“ (почетком фебруара 1861, последњој која је одржана све до краја Грађанског рата. 14. маја 1863. говорила је заједно са Елизабет Кејди Стантон, Сузан Б. Ентони, Луси Стоун и Антонетом Блеквел када се прва „Женска лојална национална лига“ (енгл. Women's Loyal National League) састала како би захтевала женска права и подржала владу у Грађанском рату уколико је у питању „рат за слободу.“
Присуствовала је састанку „Америчког удружења за једнака права“ (енгл. American Equal Rights Association), током кога је дошло до раскола, а затим се 15. маја 1869. придружила Елизабет Кејди Стантон, Сузан Б. Ентони и Луси Стоун у оснивању „Националног удружења за женско право гласа“ (енгл. National Woman Suffrage Association). Преминула је у Брајтону (Енглеска) 4. августа 1892. у осамдесет другој години живота.

### Елизабет Кејди Стантон и Матилда Џозлин Гејџ
Најпроминентније личности које су се јавно залагале и за феминизам и за атеизам крајем 19. века биле су Елизабет Кејди Стантон и Матилда Џозлин Гејџ. Године 1885. Елизабет је написала есеј под називом „Да ли су жене имале корист од хришћанства?“ (енгл. Has Christianity Benefited Woman?) у коме је говорила о томе да је религија у ствари наштетила женским правима наводећи следеће: „Све религије до сада училе су нас о вођству и супериорности мушкараца и инфериорности и потчињености жена. Какво год би ново достојанство, част и самопоштовање променљиве теологије донеле мушкарцу, увек би у исто време женама доносиле неки нови облик понижења.“ Године 1893, Матилда Џозлин Гејџ написала је своје најпознатије дело „Жена, црква и држава“, која је била једна од првих књига која је дошла до закључка да је хришћанство главна препрека напретку жена и цивилизације уопште. Године 1895, Елизабет Кејди Стантон написала је „Женску Библију“, а три године касније објавила је још једно прерађено издање, у коме је критиковала религију наводећи да "Библија у свом учењу деградира жену од Постања до Откровења.“ Стантонова је преминула 1902. године, а након што су се жене у САД 1920. избориле за право гласа, феминистички покрети су били прилично неактивни све до шездесетих година 20. века.

### Садашњост
Атеистичка феминисткиња Ен Никол Гејлор основала је 1976. „Фондацију за ослобођење од религије“ (енгл. Freedom From Religion Foundation) са својом ћерком Ени Лори Гејлор. Ени Лори Гејлор била је уредница часописа „Слободне мисли данас“ (енгл. Freethought Today) од 1984. до 2009. када је постала извршна уредница. Године 1981, објавила је књигу „Невоља за жене: Библија ми је тако рекла“ (енгл. Woe To The Women: The Bible Tells Me So), а касније су штампана још три издања. Гејлорова у овом делу открива сексизам присутан у Библији и дискутује о њему. Године 1997, објавила је књигу „Жене без сујеверја: Без богова и господара“ (енгл. Women Without Superstition: No Gods, No Masters), која представља прву колекцију сабраних списа о историјским и савременим женама слободним мислиоцима. Такође је написала неколико чланака о штети коју је религија нанела женама.
Друге значајне савремене атеистичке феминисткиње су Ајан Хирси Али, Офелија Бенсон, Аманда Маркот, и Таслима Насрин.
Од 18. до 20. маја 2012. одржана је прва конференција „Жене у секуларизму“ (енгл. Women in Secularism) у Арлингтону (Вирџинија), а 28. јуна исте године основана је организација „Секуларне жене“ (енгл. Secular Woman), прва национална организација чији је фокус на женама које нису религиозне и чија је мисија да прошири њихове речи, присуство и утицај.
У августу 2012. Џенифер Макрајт основала је покрет унутар атеизма познат под називом „Атеизам плус“ (енгл. Atheism Plus) чији је циљ да „скептицизам буде присутан при преиспитивању свега, укључујући друштвене проблеме као што су сексизам, расизам, политика, сиромаштво и криминал.“